# Most Arkadiko
Most Arkadiko (most w Kazarma) – mykeński most znajdujący się w pobliżu autostrady (połączenie Nauplion–Epidauros) na greckim Peloponezie. 
Przypuszcza się, że okres jego budowy przypada na epokę brązu i tym samym uznaje się go za najstarszy nadal używany most łukowy oraz w ogóle za najstarszy zachowany w Europie.

Hipotetyczne etapy budowy mostu o prymitywnej konstrukcji łękowej

Most został wybudowany w technice muru cyklopowego z dopasowanych głazów wapiennych i mniejszych kamieni, bez użycia jakiegokolwiek spoiwa, a jego konstrukcję oparto na zastosowaniu łęku pozornego.
Jest jednym z 4 znanych mostów mykeńskich o podobnej konstrukcji, znajdujących się w rejonie Arkadiko (Argolida). Wzniesiono je wzdłuż bitego szlaku drogowego łączącego w starożytności Tyryns, Mykeny i Epidauros. Datowane są na okres późnohelladzki III.
Most pozostaje czynny i dopuszczony jest do użytku dla pieszych. Zdaniem archeologów, jego konstrukcja jednoznacznie wskazuje, że wzniesiono go dla umożliwienia swobodnego przejazdu pojazdów zaprzęgowych, na co wskazują widoczne wyżłobienia dla kół wozów.